# Valravillon
Valravillon ist eine französische Gemeinde mit 1.777 Einwohnern (Stand: 1. Januar 2022) im Département Yonne in der Region Bourgogne-Franche-Comté; sie gehört zum Arrondissement Auxerre und zum Kanton Charny Orée de Puisaye. 

## Geographie
Valravillon liegt etwa 18 Kilometer südsüdöstlich von Auxerre am namengebenden Fluss Ravillon. Umgeben wird Valravillon von den Nachbargemeinden Champlay und Épineau-les-Voves im Norden, Charmoy und Bassou im Nordosten, Chichery und Branches im Osten, Fleury-la-Vallée im Süden und Südosten, Poilly-sur-Tholon im Süden, Montholon im Südwesten sowie Senan im Westen.
Durch die Gemeinde führt die Autoroute A6.

## Geschichte
Zum 1. Januar 2016 wurde Valravillon als Commune nouvelle aus den Gemeinden Guerchy, Laduz, Neuilly und Villemer gebildet.

## Gliederung
| Ortsteil                  | ehemaliger INSEE-Code | Fläche (km²) | Einwohnerzahl (2022) |
| ------------------------- | --------------------- | ------------ | -------------------- |
| Guerchy (Verwaltungssitz) | 89196                 | 11,86        | 759                  |
| Laduz                     | 89213                 | 07,54        | 296                  |
| Neuilly                   | 89275                 | 13,39        | 448                  |
| Villemer                  | 89457                 | 04,26        | 274                  |

## Sehenswürdigkeiten

### Guerchy
- Pfarrkirche Saint-Germain

### Laduz
- Pfarrkirche Sainte-Madeleine
- Museum

### Neuilly
- Kirche Notre-Dame de l’Assomption
- Friedhofskreuz aus dem 15. Jahrhundert, Monument historique seit 1924

### Villemer
- Kirche

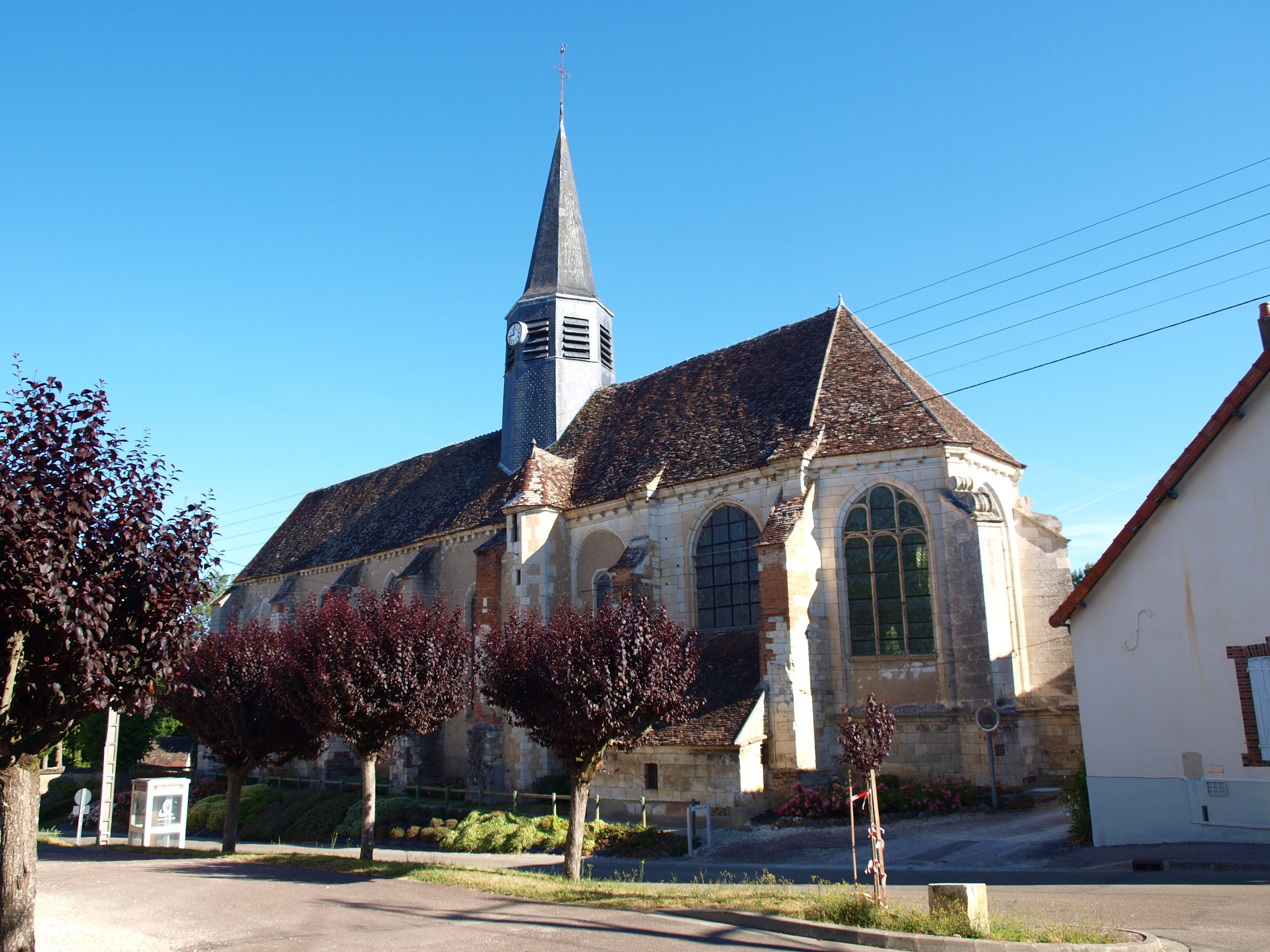
Pfarrkirche Saint-Germain in Guerchy
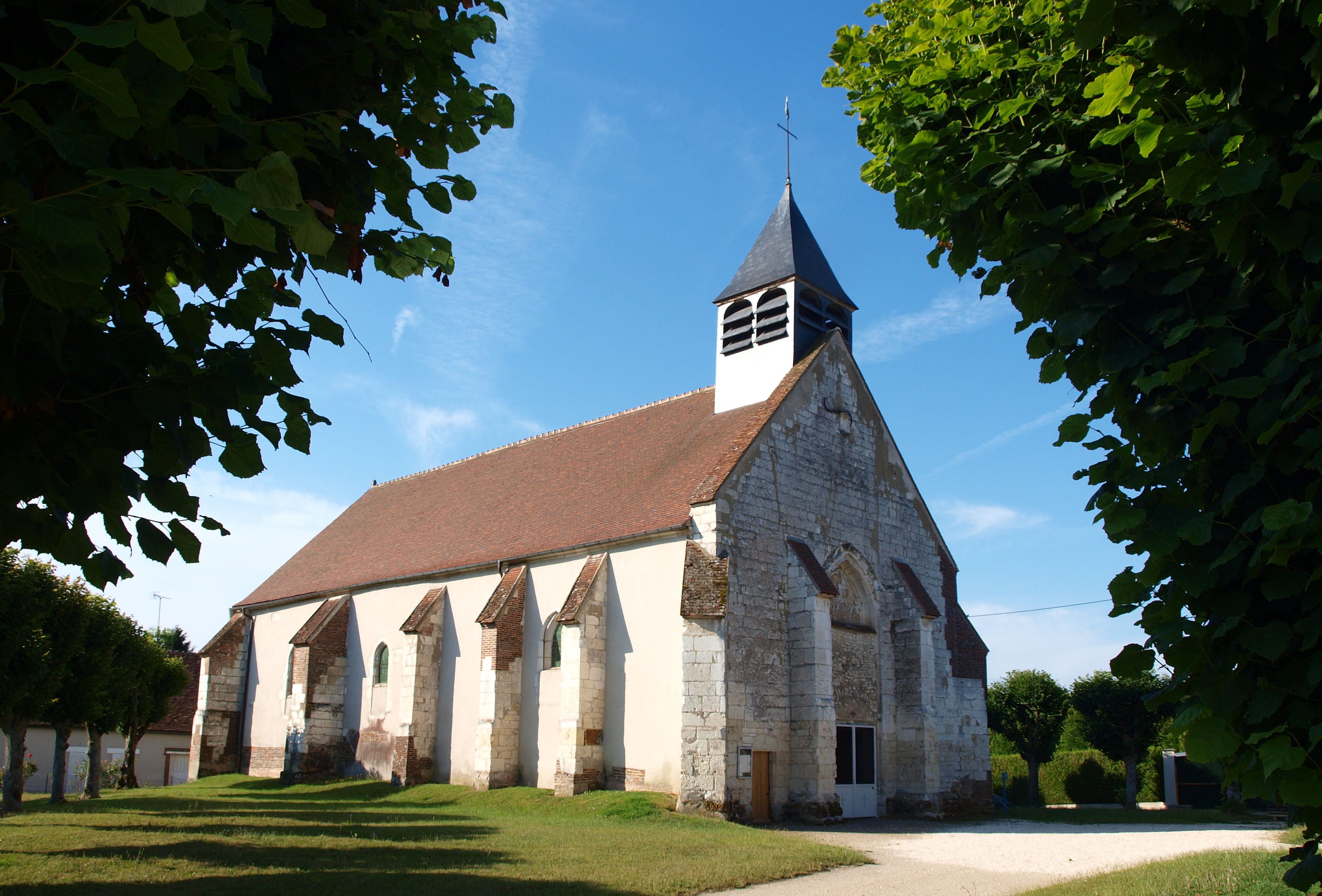
Pfarrkirche Sainte-Madeleine in Laduz
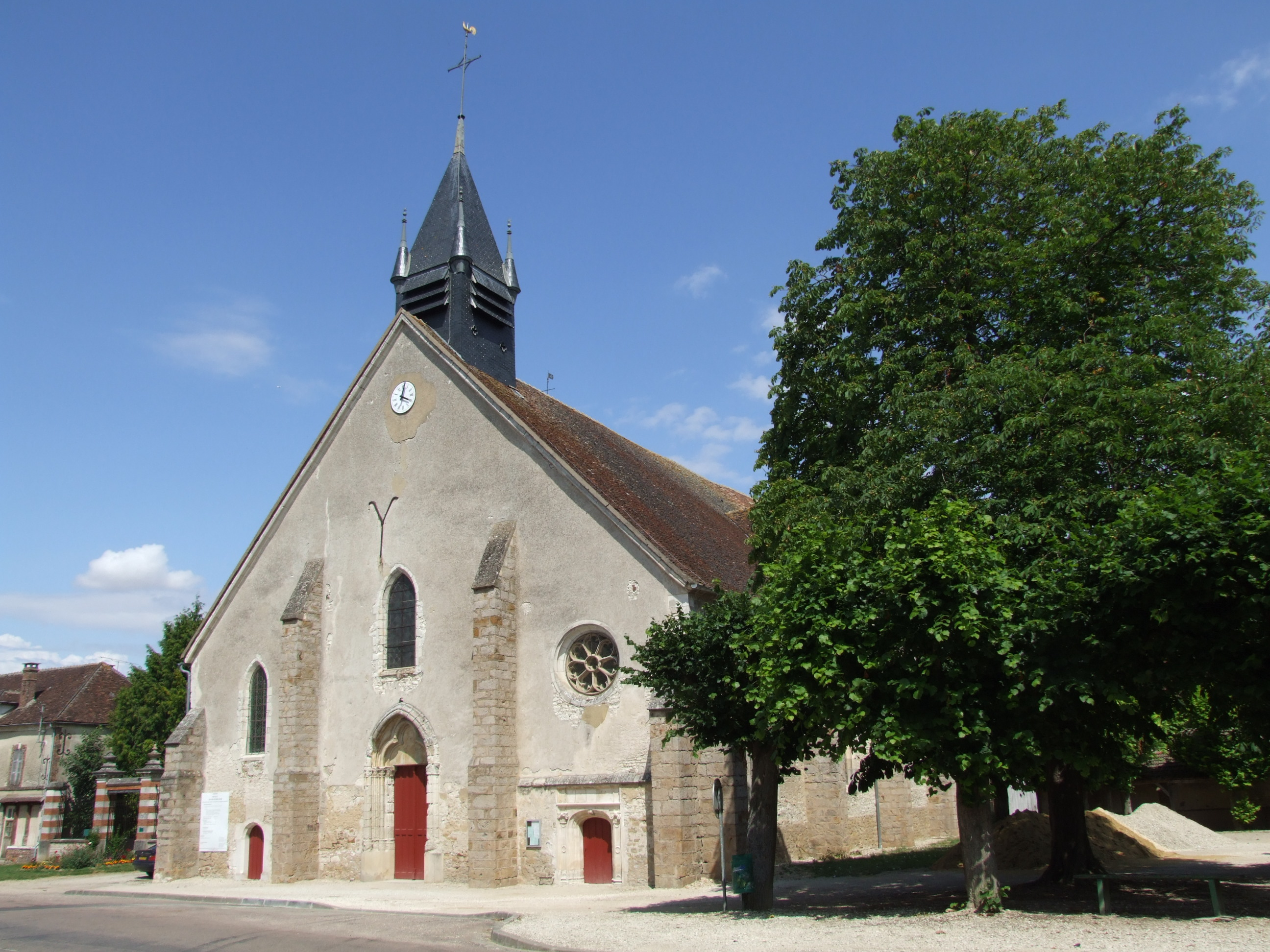
Kirche Notre-Dame de l’Assomption von Neuilly
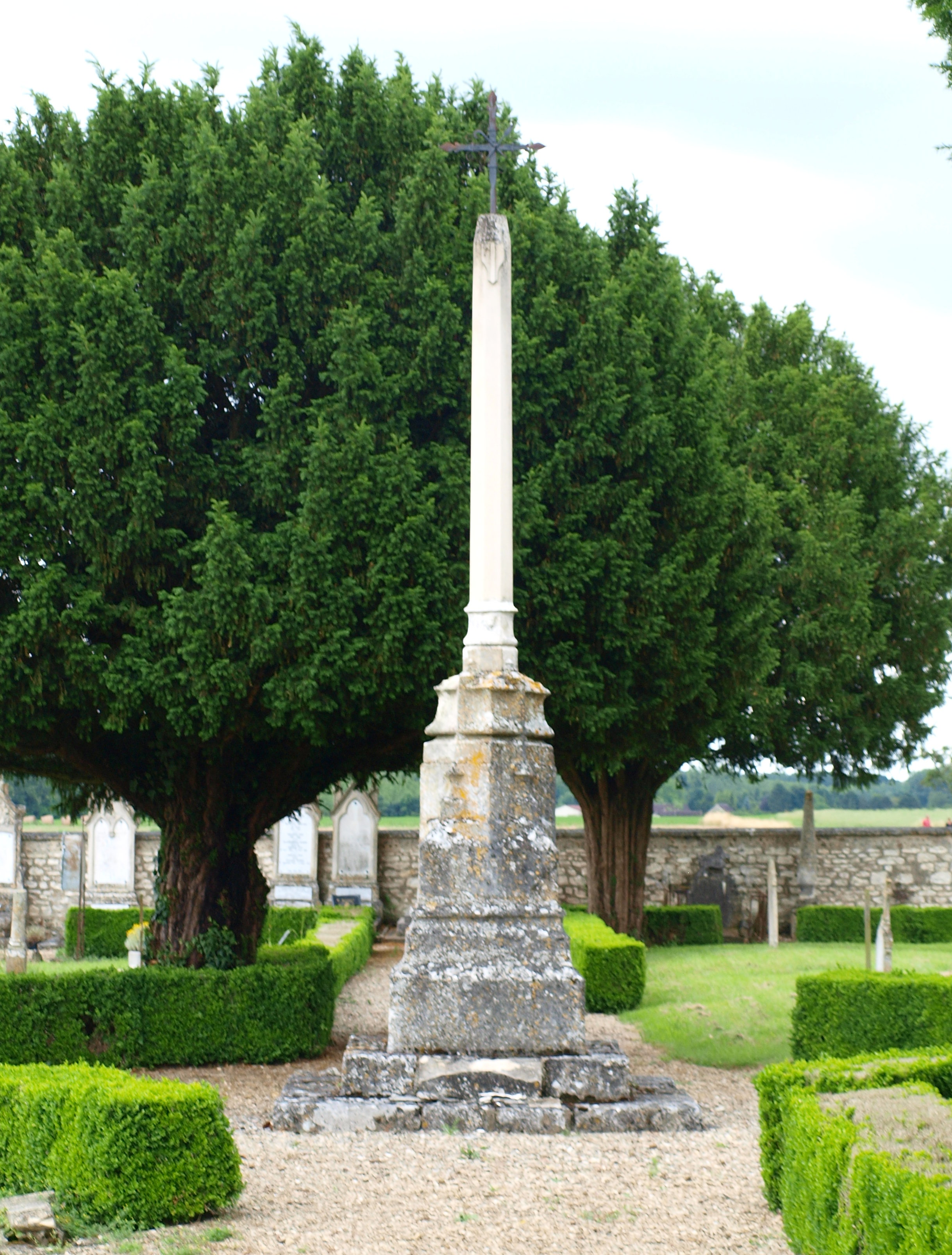
Friedhofskreuz in Neuilly
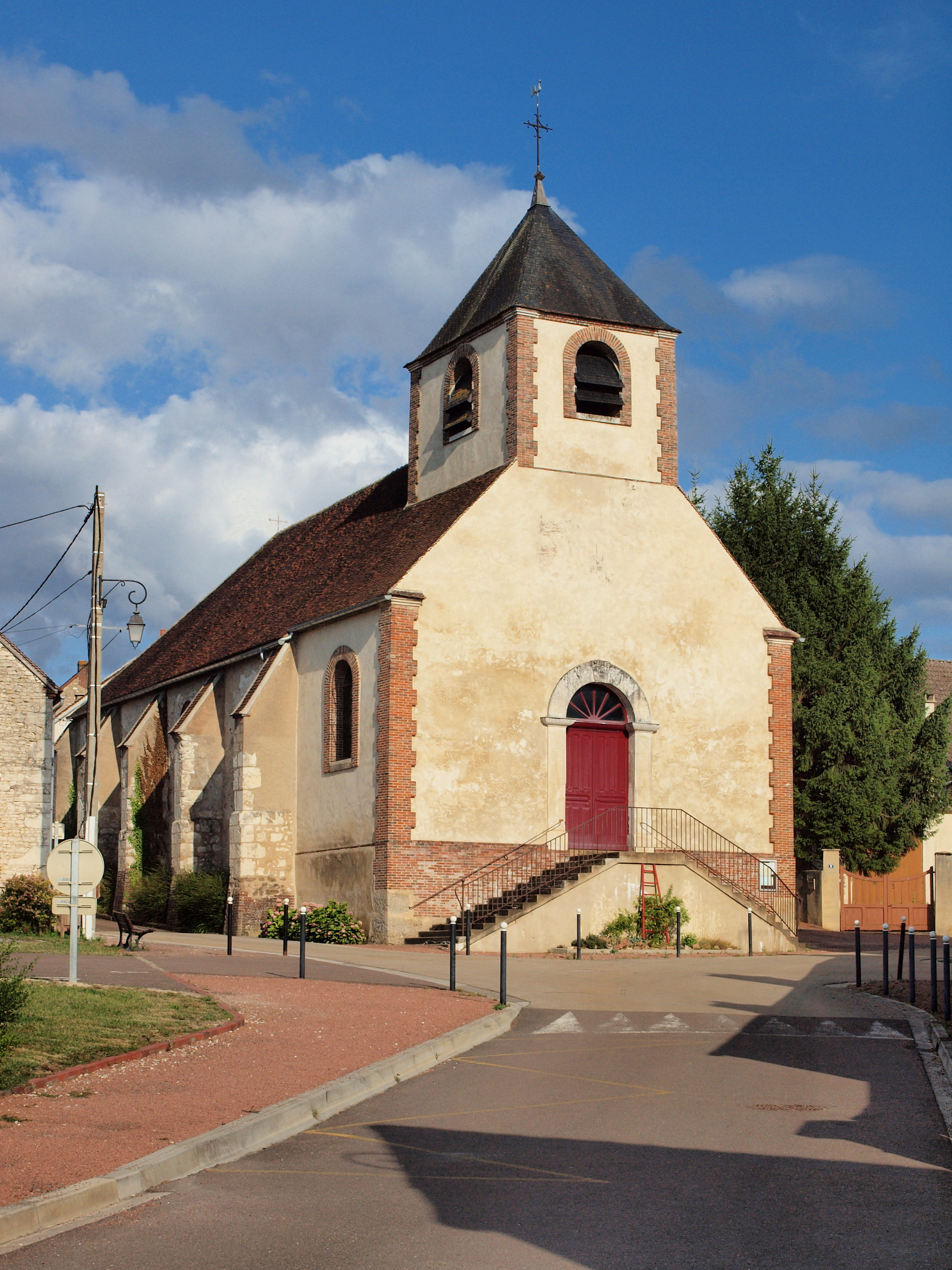
Kirche von Villemer